# Marion County (South Carolina)
Marion County ist ein County im Bundesstaat South Carolina der Vereinigten Staaten. Das U.S. Census Bureau hat bei der Volkszählung 2020 eine Einwohnerzahl von 29.183 ermittelt. Der Verwaltungssitz (County Seat) ist Marion.

## Geographie
Das County liegt im Nordosten von South Carolina, ist im Norden etwa 15 km von North Carolina entfernt und hat eine Fläche von 1280 Quadratkilometern, wovon 13 Quadratkilometer Wasserfläche sind. Es grenzt im Uhrzeigersinn an folgende Countys: Dillon County, Horry County, Georgetown County, Williamsburg County und Florence County.

## Geschichte
Das County wurde am 12. März 1785 gebildet und hieß damals Liberty County. Am 1. Januar 1800 erhielt es seinen heutigen Namen und zählt seit dem 16. April 1868 als eigenständiges County. Benannt wurde es nach Francis Marion, auch bekannt als Swamp Fox, einem Brigadegeneral der South Carolina Miliz im Amerikanischen Unabhängigkeitskrieg.

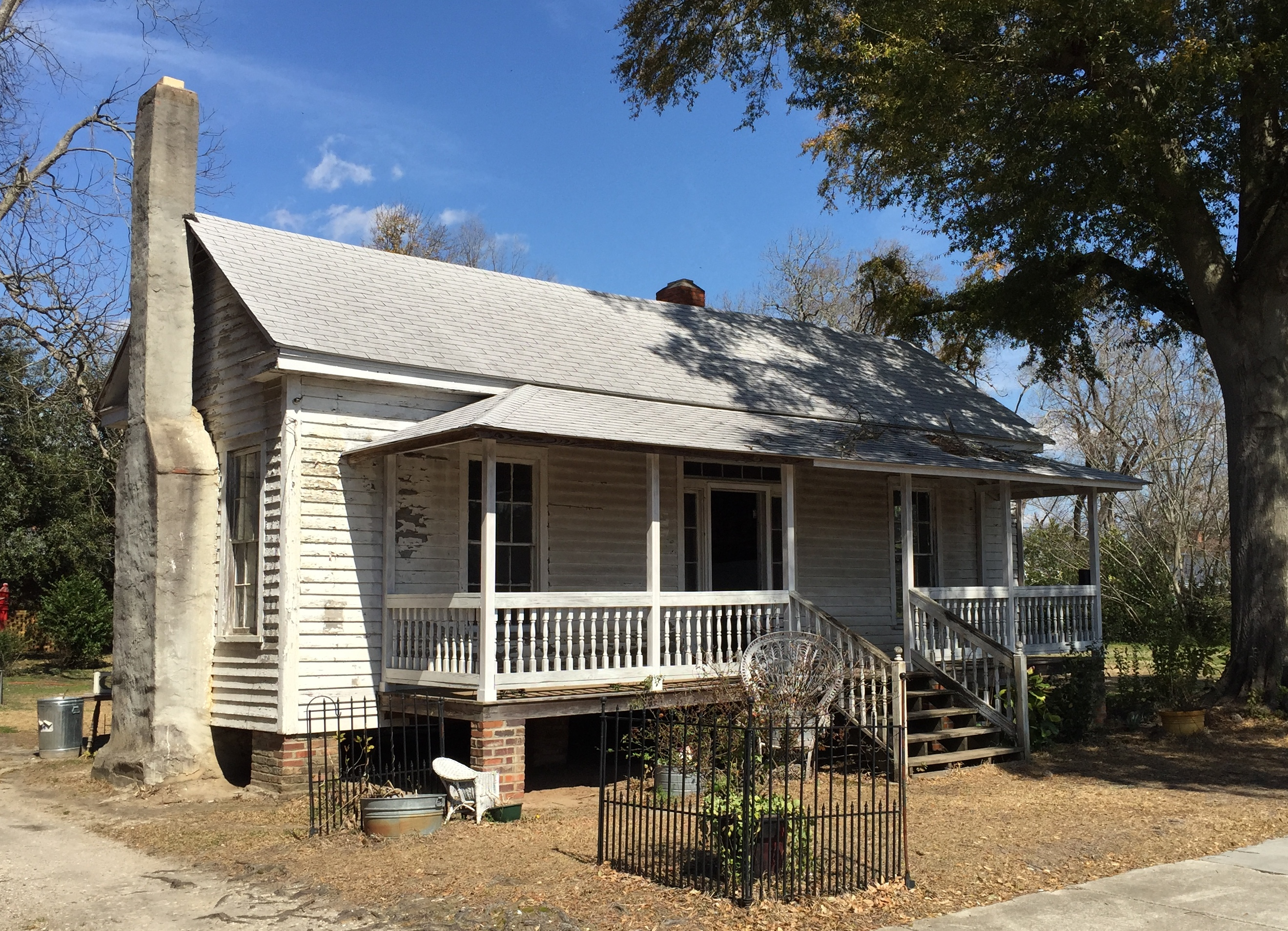
Das J.C. Teasley House ist einer von 15 Einträgen des Countys im NRHP.

15 Bauwerke und Stätten des Countys sind im National Register of Historic Places (NRHP) eingetragen (Stand 29. Juli 2018).

## Demografische Daten
Nach der Volkszählung im Jahr 2000 lebten im Marion County 35.466 Menschen in 13.301 Haushalten und 9.510 Familien. Die Bevölkerungsdichte betrug 28 Einwohner pro Quadratkilometer. Ethnisch betrachtet setzte sich die Bevölkerung zusammen aus 41,69 Prozent Weißen, 56,35 Prozent Afroamerikanern, 0,25 Prozent amerikanischen Ureinwohnern, 0,28 Prozent Asiaten, 0,01 Prozent Bewohnern aus dem pazifischen Inselraum und 0,90 Prozent aus anderen ethnischen Gruppen; 0,52 Prozent stammten von zwei oder mehr Ethnien ab. 1,79 Prozent der Bevölkerung waren spanischer oder lateinamerikanischer Abstammung.
Von den 13.301 Haushalten hatten 32,2 Prozent Kinder unter 18 Jahre, die bei ihnen lebten. 43,3 Prozent waren verheiratete, zusammenlebende Paare, 23,6 Prozent waren allein erziehende Mütter, 28,5 Prozent waren keine Familien, 25,4 Prozent waren Singlehaushalte und in 9,7 Prozent lebten Menschen mit 65 Jahren oder darüber. Die Durchschnittshaushaltsgröße betrug 2,64 und die durchschnittliche Familiengröße betrug 3,16 Personen.
27,6 Prozent der Bevölkerung war unter 18 Jahre alt. 9,7 Prozent zwischen 18 und 24, 26,8 Prozent zwischen 25 und 44, 23,8 Prozent zwischen 45 und 64 und 12,1 Prozent waren 65 Jahre alt oder älter. Das Durchschnittsalter betrug 35 Jahre. Auf 100 weibliche Personen kamen 85,9 männliche Personen und auf 100 Frauen im Alter von 18 Jahren und darüber kamen 80,4 Männer.
Das jährliche Durchschnittseinkommen eines Haushalts betrug 26.526 USD, das Durchschnittseinkommen einer Familie betrug 32.932 USD. Männer hatten ein Durchschnittseinkommen von 26.133 USD, Frauen 18.392 USD. Das Prokopfeinkommen betrug 13.878 USD. 18,9 Prozent der Familien und 23,2 Prozent der Bevölkerung lebten unterhalb der Armutsgrenze.